# Carlos Vidal Layseca
Carlos Alberto Vidal Layseca (Lima, 4 de febrero de 1931-Ib., 24 de septiembre de 2017) fue un médico y salubrista peruano.

## Biografía
Se graduó como médico cirujano en la Universidad Nacional Mayor de San Marcos en 1957. Fue profesor fundador de la Universidad Peruana Cayetano Heredia. En los años 1960, fue promotor de la medicina familiar y comunitaria y de la integración de profesores y estudiantes de medicina en la comunidad. Fue representante de la Organización Panamericana de la Salud en Argentina. En los años 1990, a inicios del primer gobierno de Alberto Fujimori, fue nombrado Ministro de Salud del Perú, cargo público en el que solo permaneció unos meses. Posteriormente, fue elegido rector de la Universidad Peruana Cayetano Heredia durante el período 1994 - 1999. En esta universidad, fue presidente de la comisión organizadora que creó la Escuela de Salud Pública en 1993. El 16 de abril de 1998, durante su rectorado en la Universidad Peruana Cayetano Heredia, se creó la Facultad de Salud Pública y Administración "Carlos Vidal Layseca" (FASPA), en reconocimiento a su labor en la salud pública peruana, que inició con el primer programa de Licenciatura en Administración en Salud en el Perú.

## Reconocimientos
- Condecoración "Hipólito Unanue" en el Grado de Gran Oficial - Perú
- Condecoración "Daniel A. Carrión" en el Grado de Gran Oficial - Perú
- Académico Emérito de la Academia Nacional de Medicina - Perú
- Medalla al Mérito en Salud de la Academia Peruana de Salud y el Acuerdo de Cartagena
- Medalla al Mérito Extraordinario del Colegio Médico del Perú
- Profesor Emérito de la Universidad Peruana Cayetano Heredia
- Profesor Honorario de la Universidad de Buenos Aires - Argentina

## Publicaciones
El doctor Carlos Vidal Layseca ha publicado el libro "Apuntes de una vida dedicada a la gente", en el cual señala en la introducción general:

«Mi sueño educativo y en salud se orienta a lograr una educación y una salud para todos con libertad, donde todos seamos actores del proceso educativo y de salud, donde dejemos de ser ‘objetos’ para pasar a ser ‘sujetos’... Una libertad para poder plantear soluciones universales para todos en cuanto a salud y a educación, donde se logre atender a los ‘excluidos del sistema’...»
Carlos Vidal Layseca.

| Predecesor: Roger Guerra-García | Rector de la Universidad Peruana Cayetano Heredia 1994 - 1999          | Sucesor: Ozwaldo Zegarra          |
| Predecesor: Paul Caro Gamarra   | Ministro de Salud del Perú 28 de julio de 1990 - 18 de febrero de 1991 | Sucesor: Víctor Yamamoto Miyakawa |